# São Salvador (Santarém)
São Salvador (llamada oficialmente Santarém (São Salvador)) era una freguesia portuguesa del municipio de Santarém, distrito de Santarém.

## Historia
Fue suprimida el 28 de enero de 2013, en aplicación de una resolución de la Asamblea de la República portuguesa promulgada el 16 de enero de 2013 al unirse con las freguesias de Marvila, Santa Iria da Ribeira de Santarém y São Salvador, formando la nueva freguesia de Cidade de Santarém.